# Зуканович, Милош
Ми́лош Зука́нович (серб. Милош Зукановић/Miloš Zukanović; 8 февраля 1996, Сплит, Хорватия) — сербский футболист, нападающий клуба «Раднички».

## Клубная карьера
Милош — выпускник футбольной академии «Црвены Звезды», выступал за юношеские и молодёжные команды, принимал участие в турнире Виареджо 2013.
В октябре 2014 года, не проведя за основной состав «звездашей» ни одного матча, нападающий расторг контракт с белградским клубом и перешёл в нидерландский НАК Бреда. 25 января 2015 года Зуканович провёл дебютную встречу в Эредивизи, выйдя на замену в игре против «Виллем II». Милош провёл в чемпионате три матча, перед тем как выяснилось, что у него нет разрешения на работу в Нидерландах. Футбольный союз Нидерландов начал расследование, после чего оштрафовал клуб НАК на 10 тысяч евро. Вскоре после разбирательства Зуканович вернулся в Сербию.
В августе 2015 года он подписал контракт с французским «Лансом» на 2 года.
31 января 2017 года Милош сыграл первую игру за основную команду, выйдя в стартовом составе на матч 1/16 финала Кубка Франции 2016/17 с клубом четвёртого дивизиона «Бержерак». Он провёл на поле 49 минут и заработал жёлтую карточку, «Ланс» в итоге проиграл 0:2.

## Карьера в сборной
Милош выступал за юношескую сборную Сербии (до 18 лет).